# Michael Halperin
Michael-Yéhiel-Mihal Halperin (מיכאל יחיאל מיכל הלפרין), né à Vilna en 1860 et mort à Safed le 9 décembre 1919, est un pionnier du sionisme, fervent défenseur de l'idée de réinstitution de la royauté d'Israël, basée sur des valeurs sociales de justice. Il compte parmi les personnalités marquantes des idées du Retour à Sion et du projet de réimplantation juive en Terre d'Israël. 

## Biographie
À la suite des pogroms visant les Juifs en Russie (1881-1882), Halperin adhère aux idées du Retour à Sion et s'installe en Palestine en 1885, où il achète des terres et crée la première association ouvrière du pays. Il soutient également le mouvement pionnier d'opposition aux représentants du baron Edmond de Rothschild. Il participe à la fondation de Ness-Tziona et de Hadera. Puis il part quelques années en Russie, où il monte des groupes de jeunesse juifs réunis autour d'idées sionistes et ouvrières. Michael Halperin contribue à la création du parti Poale Zion et à celle du groupe Auto-défense.
En 1906, il retourne en Palestine, où il devient garde.
Halperin envisage l'idée de la constitution d'un bataillon militaire de défense, destiné à la protection du pays et de sa population. Il est d'ailleurs très proche de l'organisation Hashomer. Michael Halperin participe à de nombreux projets relatifs au futur de la Terre d'Israël. Puis il part pour l'Éthiopie, où il entre en contact avec la communauté juive du pays, à qui il propose son projet de force d'auto-défense en Terre d'Israël. De son retour en Palestine durant la Première Guerre mondiale, il demande à s'engager dans la Légion juive, mais au vu de son âge, il en est refoulé. Il meurt en 1919, et est inhumé à Mahanaïm en Haute Galilée.
Sa fille Shulamit quitte Israel à la suite de la mort de son père et s'installe en France. Son fils, le petit-fils de Halperin, sera l'acteur René Havard.